# František B. Kouba

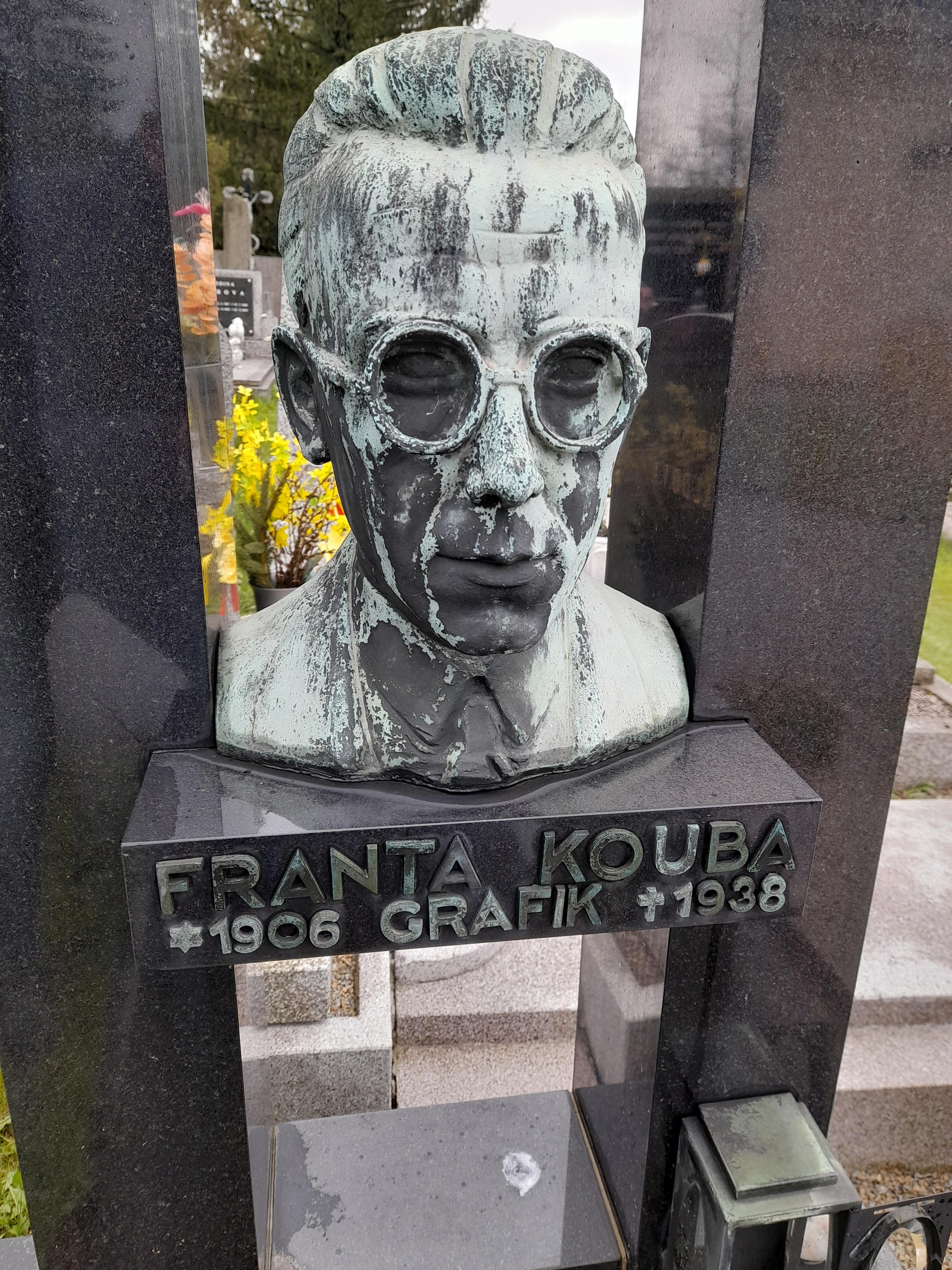
Hrob F. B. Kouby na hřbitově sv. Otýlie v Č. Budějovicích

František B. Kouba, křtěný František Bohuslav (18. října 1906 České Budějovice – 17. července 1938 Praha) byl malíř, grafik, ilustrátor, sportovec, člen jihočeské výtvarné skupiny Linie, člen skupiny Jih.

## Život a dílo
Narodil se jako František Bohumír Kouba 18. října 1906 v Českých Budějovicích v Otakarově ulici č.139 v domě, na jehož místě dnes stojí obchod Billa. Ze svého jména používal prostřední jméno Bohumír pouze jako písmeno B. V rodném městě absolvoval Českou vyšší reálku, kde ho základy kresby učil malíř a pedagog Julius Bous. Svými kresbami a karikaturami ilustroval F. B. Kouba studentský časopis Pendrek. Po maturitě byl přijat na Uměleckoprůmyslovou školu v Praze do všeobecného a posléze speciálního oddělení profesora Bendy. V oboru malířství zkoušel olejomalbu, maloval drobná zátiší. Jeho hlavním oborem byla knižní grafika, ilustrace, plakát, novoročenky a ex libris. Jeho technikou byla litografie, dřevoryt a linoryt. Pracoval i svojí vynalezenou zvláštní grafickou technikou – kombinace litografie s akvatintou a olejem. Výsledek připomínal barevnou litografii a tyto originální grafické listy jsou v neznámých soukromých sbírkách. Na bibliofiliích pracoval v dílně českobudějovického tiskaře Stanislava Kocmouda. Navrhoval i několik scén pro Jihočeské Národní divadlo. Z nich nejznámější byla v roce 1934 scéna benefičního představení českobudějovického rodáka herce a režiséra Antonína Vilského (1905–1999) pro hru Jeana Sarmenta: Oči ze všech nejkrásnější. Po vyhrané soutěži na propagační plakát Československých státních aerolinií se stal váženým propagačním pracovníkem této letecké společnosti. Díky své pozici hodně cestoval po světě a měl možnost poznat i umělecké vlivy a díla v cizině.

### Knižní grafika a ilustrace
- Dvořák, František: Exotická krajina : básně: [třemi dřevoryty doprovodil F.B. Kouba]. V Českých Budějovicích: Edice Gemini 1931. 27 s. il.
- Haller, Miroslav : Tanec palečnic : říkačka o lyžařském oblékaní [barevný linoryt a úprava F.B. Kouby]. V Českých Budějovicích : Soukromý tisk Českého Ski-klubu, 1935 . 9 s. barev. il.
- Měšťan, Jaromír : Smlouvání s časem : lyrika : [graficky upravil, frontispis a iniciály vyryl do dřeva F.B. Kouba]. České Budějovice: St. Kocmoud, 1936. 16 s. Edice Gemini, 5. soukromý tisk.
- Mácha, Karel Hynek : Pouť krkonošská. Ilustrace František B. Kouba. České Budějovice: St. Kocmoud ml., 1936. 33 s. Edice Gemini.
- NEZVAL, Vítězslav. Balady a zlomky: parafráse věčného studenta Roberta Davida. Ilustrace František B. Kouba. II. vydání. V Praze: Pro subskribenty vydala jako přísný soukromý tisk Edice Studánka, [1937]. 27 stran. Edice Studánka.
- Exlibris, novoročenky, pozvánky, navštívenky a grafické listy jsou uloženy ve speciálním fondu Jihočeské vědecké knihovny v Českých Budějovicích[6]

### Výstavy a ocenění
Ještě během studií vystavoval na školních výstavách, v roce 1925 na mezinárodní výstavě dekorativního umění v Paříži. Následovala účast na výstavách pořádaných Sdružením jihočeských výtvarníků v Českých Budějovicích a v Praze, vystavoval ve Valdštejnském paláci se skupinou Jih. V roce 1932 se zúčastnil na výstavě československého uměleckého průmyslu ve Stockholmu, kde se představil knižními úpravami a návrhem dekorativního okna. Účastnil se i světové výstavy v Neapoli. V roce 1934 měl od 26. října do 10. listopadu soubornou výstavu na verandě českobudějovické Besedy. K účasti na výstavách ho zval i spolek akademiků Budivoj a výtvarná avantgardní skupina Linie v Českých Budějovicích. V roce 1933 obdržel finanční odměnu za výsledky v soutěži ozdobných blanketů telegramů a za úpravu titrů půjčky práce. První cenu dostal v soutěži za propagační plakát města Prahy a plakát Aerolinií.

### Úmrtí
Franta Kouba byl znám již v dobách svého studia v Českých Budějovicích jako všestranný sportovec a účastník fotbalových utkání, tenisu, lyžování, kanoistiky a lukostřelby. Spojení umění se sportem se projevilo např. návrhem plakátu v roce 1929 na „Propagační kanoistický závod Český Krumlov – České Budějovice“. Jeho nejmilejším sportem však byla cyklistika. Na kole jezdil i po Praze, kde v Bubenči bydlel. V neděli 17. července měl v Dejvicích havárii a lehký úraz. Do oděrek se dostala nečistota a grafik zemřel na tetanus. Pohřben je na hřbitově sv. Otýlie v Českých Budějovicích. Na hrobě je umístěna busta od českobudějovického sochaře J. V. Schwarze (1908–1988). Městská rada v Českých Budějovicích uspořádala na podzim 1938 Františku B. Koubovi posmrtnou výstavu grafických prací.

## Galerie
Ukázky díla F. B. Kouby vytvořené před rokem 1938

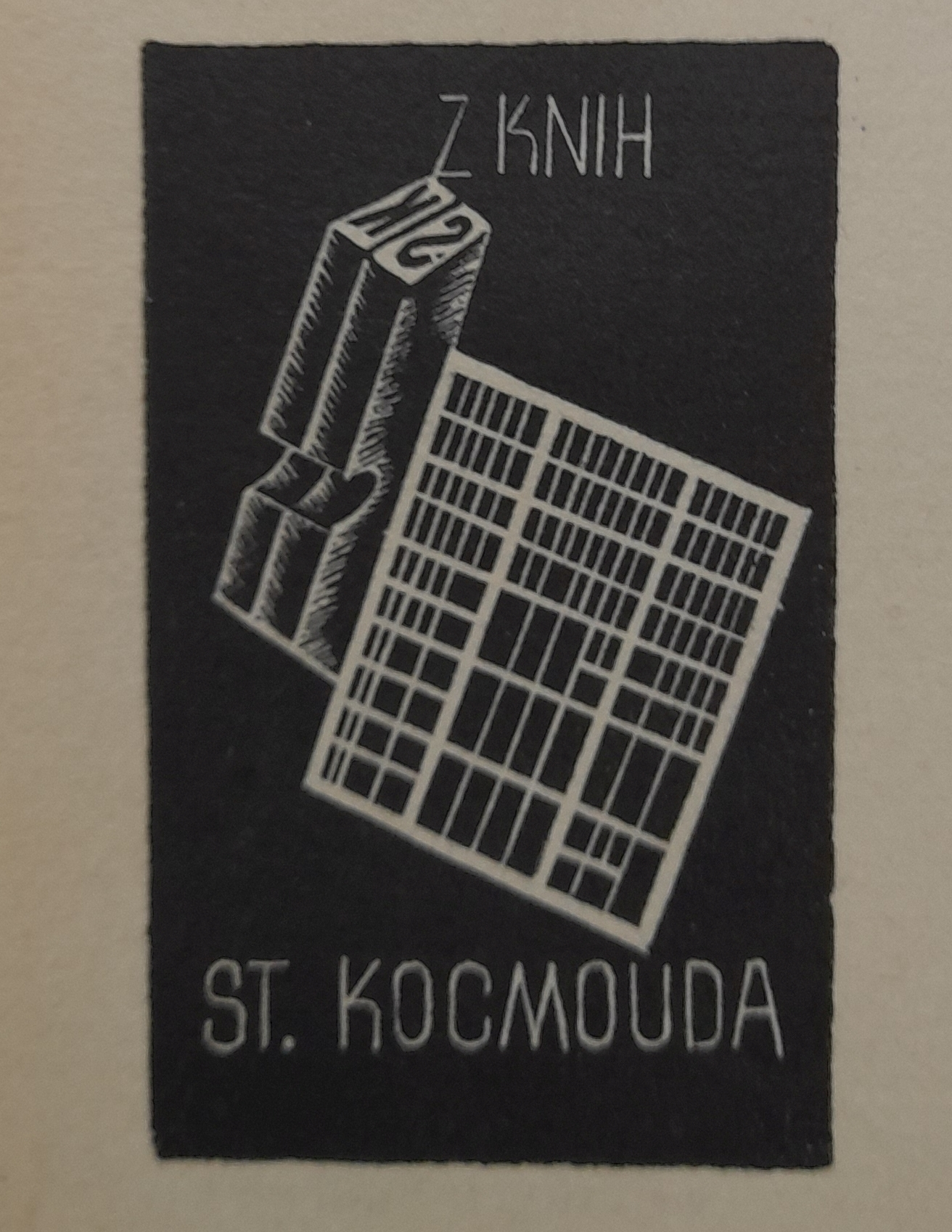
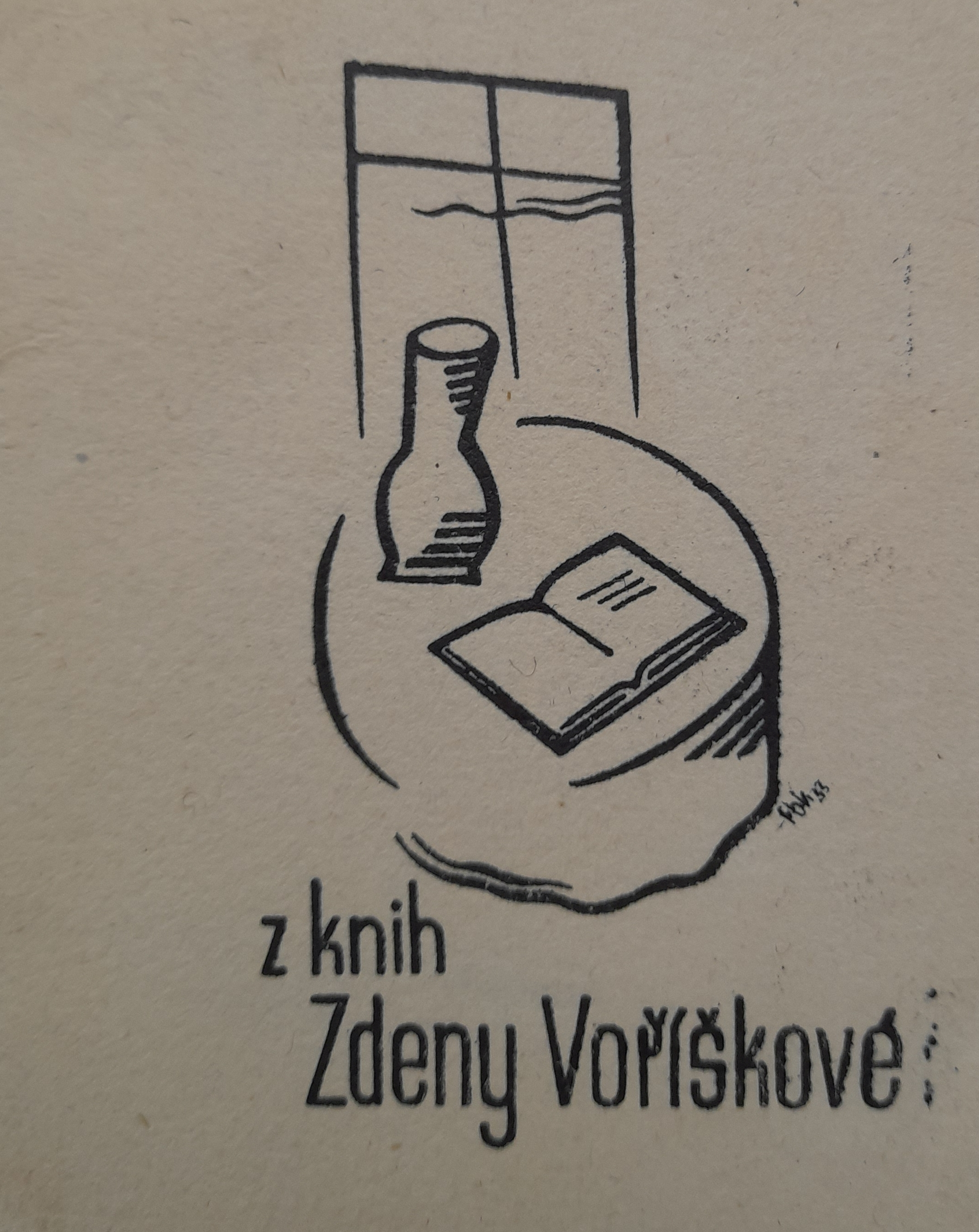
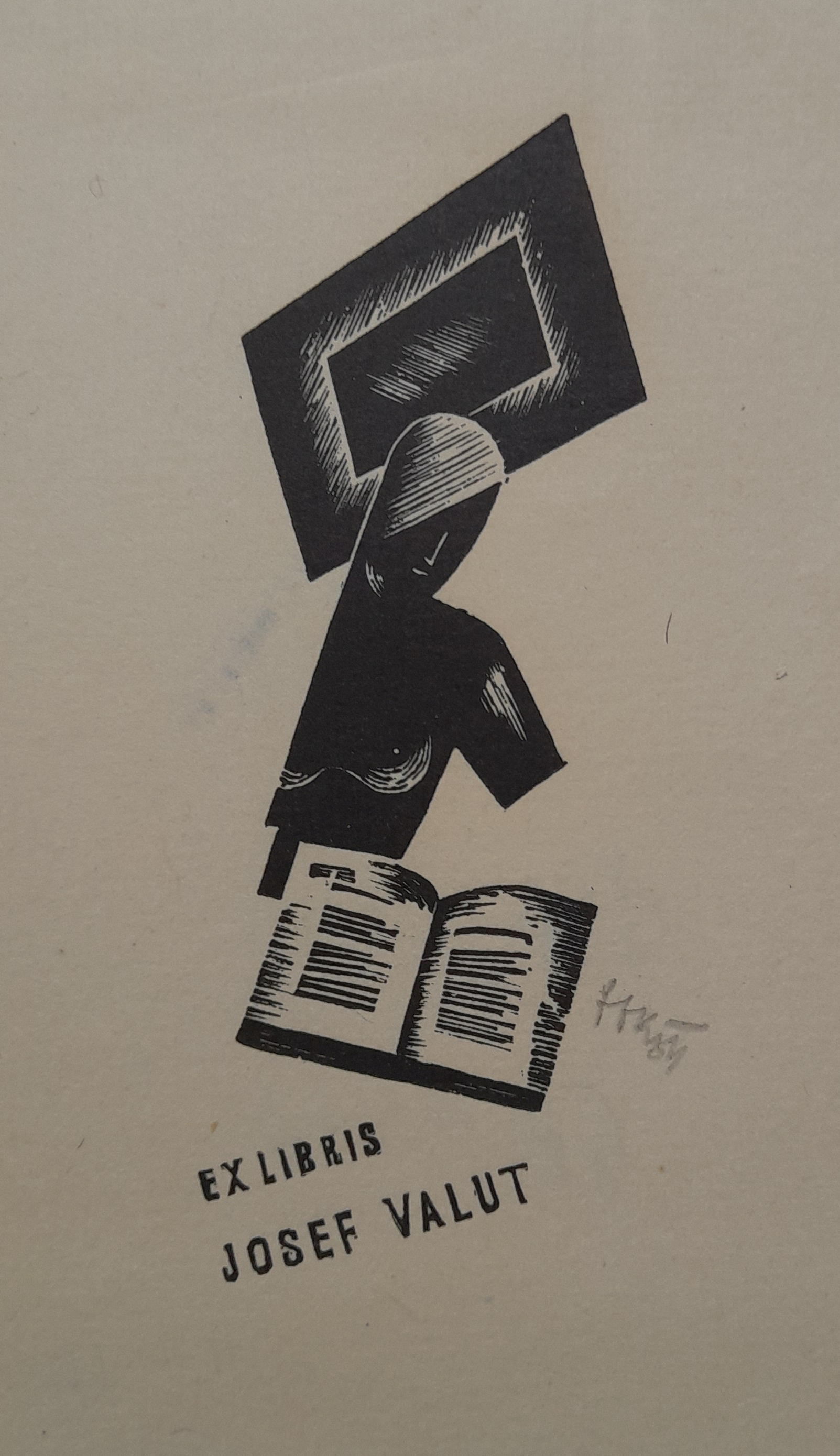
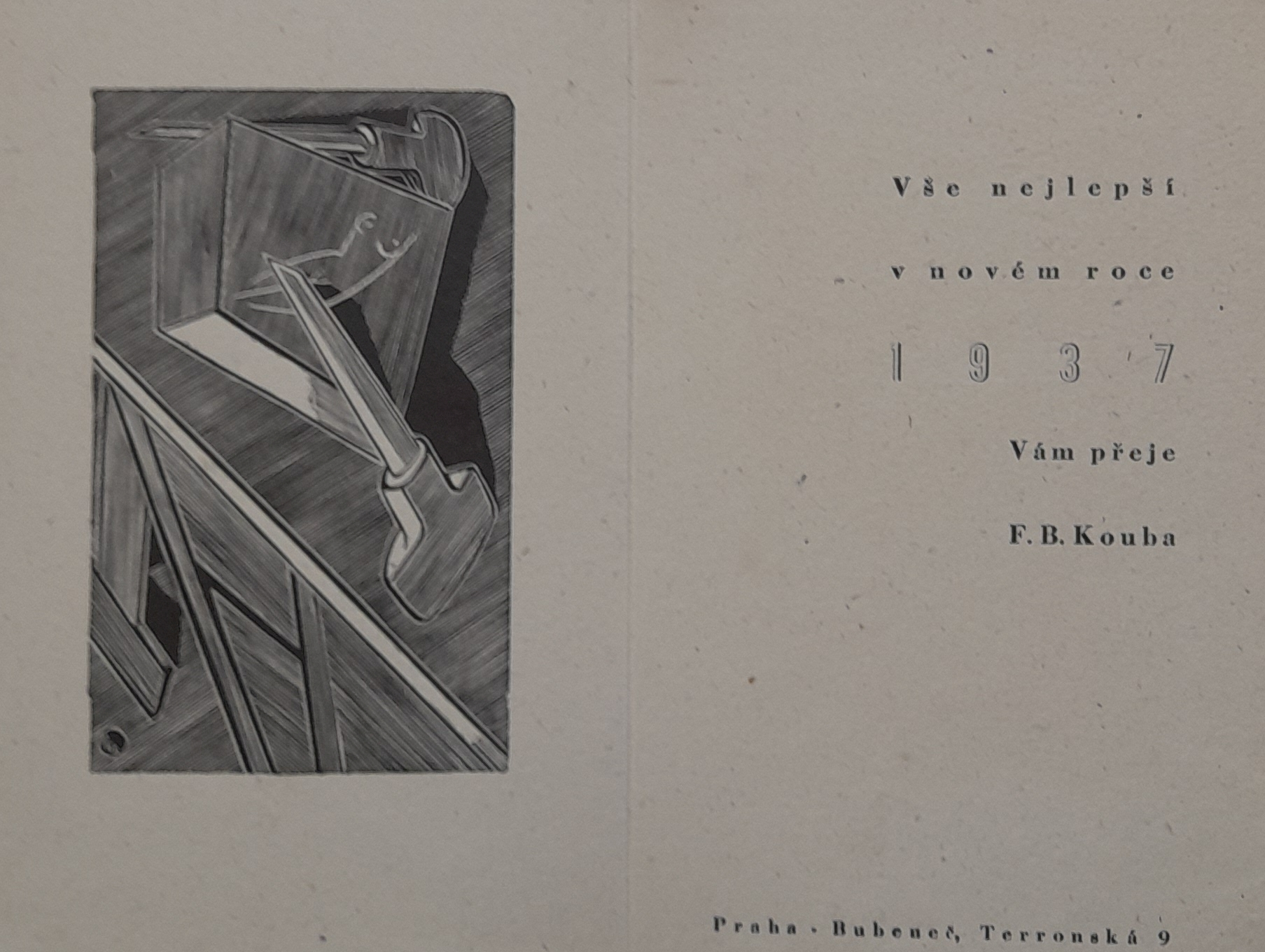
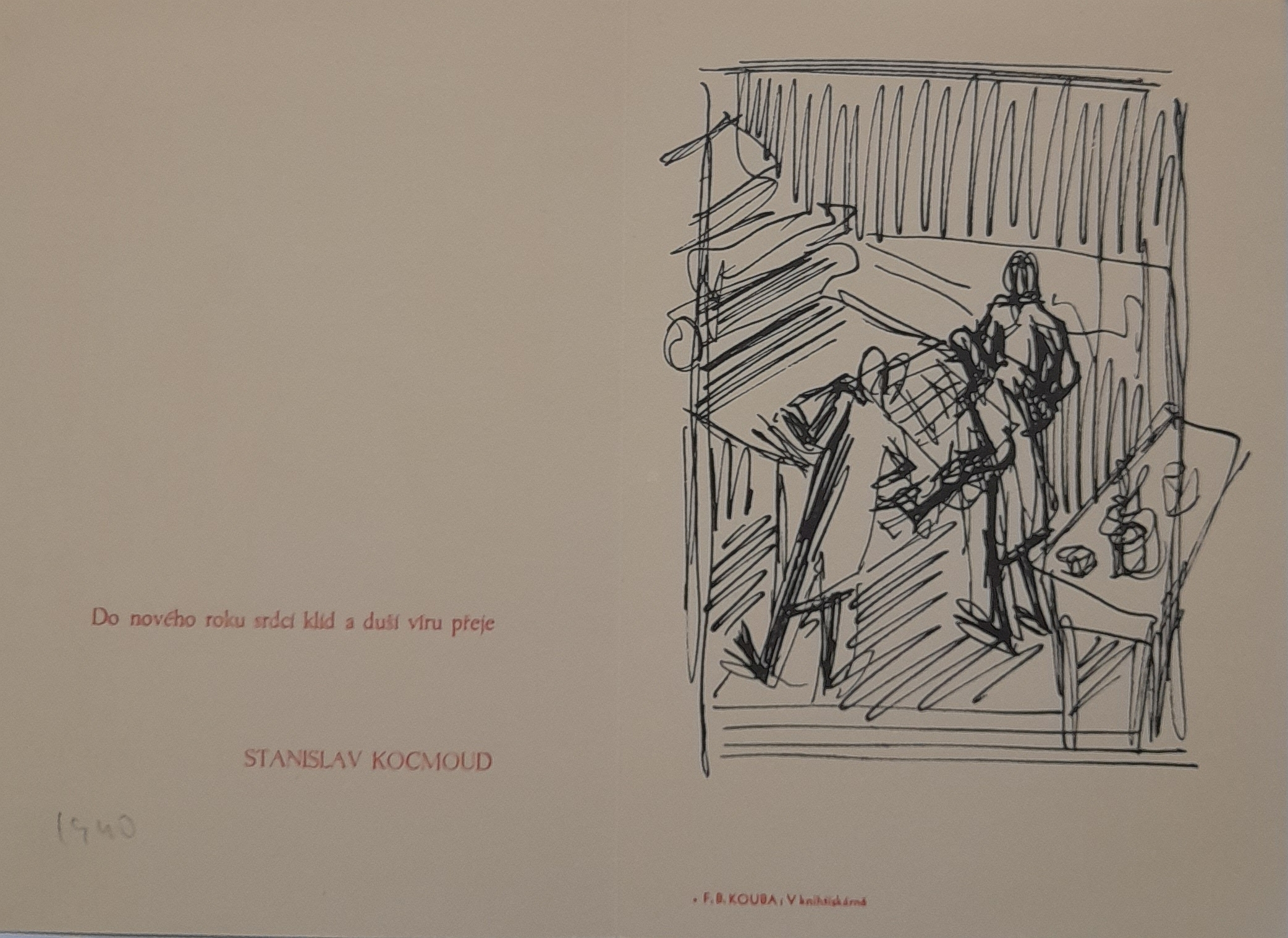
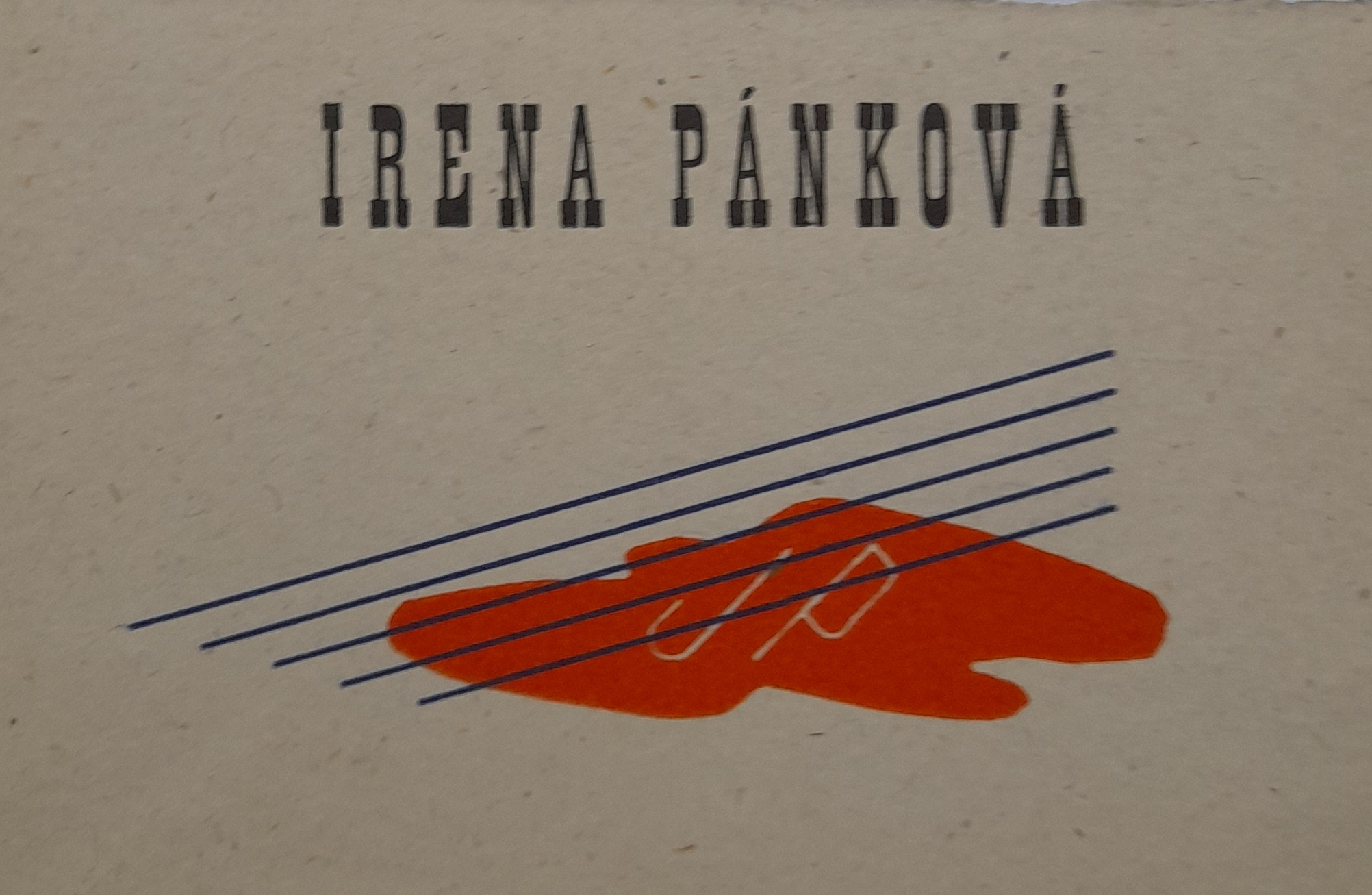